# زبان اشاره اینوئیت
زبان اشاره اینوئیت زبان اشاره‌ای است که توسط اینوئیت‌های ناشنوا و کم شنوا در کانادا، گرینلند و ایالات متحده آمریکا استفاده می‌شود.